# 苏晓红
 苏晓红(1965年12月-)，女，汉族，河南禹州人。教授，博士，无党派人士，现任河南省人大常委会副主任。第十三届河南省政协委员。

## 简历
1989年取得中国人民大学政治经济学专业经济学硕士学位；2008年在职取得华中科技大学西方经济学专业经济学博士学位。
曾任河南师范大学经济与管理学院院长；2010年11月，任平顶山学院副院长；2017年1月，任平顶山学院院长。
2023年1月，任河南省人大常委会副主任。